# Episodi di Kingdom (serie televisiva 2014) (terza stagione)
La terza ed ultima stagione della serie televisiva Kingdom è stata trasmessa in prima visione sul canale Audience Network dal 31 maggio al 2 agosto 2017.
In Italia la stagione è inedita
| nº | Titolo originale      | Titolo italiano | Prima TV USA   | Prima TV Italia |
| -- | --------------------- | --------------- | -------------- | --------------- |
| 1  | Wolf Tickets          |                 | 31 maggio 2017 |                 |
| 2  | Ritual                |                 | 7 giugno 2017  |                 |
| 3  | Thank You, Boys       |                 | 14 giugno 2017 |                 |
| 4  | Headhunter            |                 | 21 giugno 2017 |                 |
| 5  | Please Give           |                 | 28 giugno 2017 |                 |
| 6  | All Talk              |                 | 5 luglio 2017  |                 |
| 7  | Platinum Level        |                 | 12 luglio 2017 |                 |
| 8  | Old Pueblo            |                 | 19 luglio 2017 |                 |
| 9  | Cactus                |                 | 26 luglio 2017 |                 |
| 10 | Lie Down in the Light |                 | 2 agosto 2017  |                 |